# Illice endoxantha
Illice endoxantha là một loài bướm đêm thuộc phân họ Arctiinae, họ Erebidae.